# イメージファイトII
『イメージファイトII』 (IMAGEFIGHT II: OPERATION DEEPSTRIKER) は、1992年12月18日に日本のアイレムから発売されたPCエンジンSUPER CD-ROM²用 縦スクロールシューティングゲーム。

## 概要
同社の『イメージファイト』（1988年）の続編であり、前作から3年後、2051年の世界を舞台に自機である軌道戦闘機OF-1ダイダロス及び後継機OF-3ガルーダを操作し、仮想現実ステージ“イメージファイト”を通過後に“エイリアンフォース”を倒して地球を救出する事を目的としている。前作とは異なり本作はPCエンジン用のオリジナルタイトルとなっており、PCエンジンの容量を活かした音声付きピクチャードラマパートが各所に挿入されている他、バーチャルクッションにも対応している。キャッチコピーは“求む、脳の丈夫な若者！”。
開発はアイレムが行い、プロデューサーはスーパーファミコン用ソフト『ダイナウォーズ 恐竜王国への大冒険』（1992年）を手掛けたおかだこうぞうおよび吉岡基行が担当、音楽はスーパーファミコン用ソフト『SUPER R-TYPE』（1991年）を手掛けた冷牟田卓志および木村浩が担当している。
2007年にWii用ソフトとして、2015年にWii U用ソフトとしてバーチャルコンソールにて配信された。

## ゲーム内容
ストーリー上旧世代機のOF-1を序盤で使用し、その後OF-3に仮想訓練を経て乗り換える形となっており、その影響で序盤ステージの敵構成が厳しめとなっている。
前作同様、仮想空間での訓練ステージが2面から導入（新型機に乗り換えるシチュエーションで、装備は初期状態に戻される）されており、4つの訓練ステージ（5面通過）での撃破率の合計平均が90パーセントを割ると、装備無しかつアイテム獲得が一切できない高難易度のペナルティエリアへの分岐が決定する。
ビジュアルシーンの導入によってストーリー性が強くなった。SUPER CD-ROM²版だが途中セーブの機能がついた。
従来の特殊攻撃パーツ9種に加え、新たに下記の武器が追加された。
プラズマフレイム
ショットボタンを押しっ放しで強力な炎を吹く。移動によって射角を変更可能。
サーチサイドレーザー
サイドレーザーに追尾（サーチ）機能を加えた兵器。
マルチバリア
ショットボタンを押しっ放しでバリアを張り、ボタンを離せばバリアを飛ばす事が出来る。
グラビティボム
連射力は低いが、最強の威力を誇る重力弾。
スピードキャノン
自機のスピードによって威力が変化し、遅いほど強力な弾を撃つ。
ワイプレーザー
発射後、自機の移動により左右に誘導できるレーザー。
グランドミサイル
障害物に沿って前方へ進む対地ミサイル。
隠し機体として『R-TYPE』（1987年）のR-9と『大工の源さん』（1990年）の源さんが選択可能。ただしR-9の波動砲は使用できない。

## 登場人物
沢村翔（さわむら・しょう）
- 声 - 古谷徹

主人公。辺境惑星守備大隊第2中隊中尉の日本人。“ショウ・サワムラ”とも。
ファロン・レイ
- 声 - 小山裕香

ヒロイン。エンパシスト。
グレゴリー・クラウス
- 声 - 屋良有作

ニール・L・ファーガソン
- 声 - 青野武

空中空母ファルシオンの艦長。
Dr. Arzerstein
- 声 - 宮内幸平

沢村まさや
- 声 - 池水通洋

翔の父親。故人。
オペレーターA
- 声 - 太田真一郎

オペレーターB
- 声 - 永島由子

ナレーター
- 声 - 掛川裕彦

## 移植版
| No. | タイトル                  | 発売日 | 対応機種                                             | 開発元          | 発売元                             | メディア                                       | 型式 | 備考                                        |
| --- | ------------------------- | --- | ---------------------------------------------------- | --------------- | ---------------------------------- | ---------------------------------------------- | ---- | ------------------------------------------- |
| 1   | イメージファイトII        | 2007年12月11日 | Wii                                                  | アイレム        | アイレム                           | ダウンロード （バーチャルコンソール）          | -    | Wiiショッピングチャンネル終了に伴い配信終了 |
| 2   | イメージファイトII        | 2015年11月25日 | Wii U                                                | アイレム        | アイレム                           | ダウンロード （バーチャルコンソール）          | -    | 2020年6月30日配信終了                       |
| 3   | アイレムコレクションVol.1 | ダウンロード版(NSW,PS4,PS5版) 2023年11月21日 ダウンロード版(XB1版) 2023年12月7日 パッケージ版(NSW,PS5版) 2024年3月7日 | Nintendo Switch PlayStation 5 PlayStation 4 Xbox One | RATALAIKA GAMES | Tozai Games ININ Games(Xbox One版) | ダウンロード Switch専用ゲームカード UHD BD-ROM | -    |                                             |

## スタッフ
- ゲームパート
  - ゲーム・デザイナー：YAMASHI
  - オブジェクト・デザイナー：NABE
  - バックグラウンド・デザイナー：UMA、GUCCHI
  - プログラマー：KAN-CHAN
  - サウンド：H!（冷牟田卓志）、HIROSHI（きむらひろし）
- ビジュアルパート
  - ディレクター：BROS T.T
  - キャラクター・デザイナー：HEART ØF KLAXON
  - アニメーター：FREES MOØN
  - デジタイザー：BØW!、HIRORIN、SIZU、TOMO
  - プログラマー：GET A$、KITUTUKI
  - ミュージック・コンポーザー：H!（冷牟田卓志）
  - 3Dグラフィック・アニメーション：FUKU-CHAN、RAN
  - スペシャル・サンクス：青二プロダクション、SWARA SOUND SYSTEM、タバック、HENKOMI、風上旬
- プロデューサー：おかだこうぞう、吉岡基行
- エグゼクティブ・プロデューサー：たかしまよしゆき

## 評価
ゲーム誌『ファミコン通信』の「クロスレビュー」では8・7・6・7の合計28点（満40点）、『月刊PCエンジン』では80・85・80・70・85の平均80点（満100点）、『電撃PCエンジン』では80・75・75・65の平均73.75点（満100点）、『マル勝PCエンジン』では8・6・7・5の合計26点（満40点）、『PC Engine FAN』の読者投票による「ゲーム通信簿」での評価は以下の通りとなっており、22.50点（満30点）となっている。また、この得点はPCエンジン全ソフトの中で124位（485本中、1993年時点）となっている。同雑誌1993年10月号特別付録の「PCエンジンオールカタログ'93」では、前作に増して本作が高難易度である事を指摘した他、特殊攻撃パーツが新たに7種類追加された事を指摘した。
| 項目 | キャラクタ | 音楽 | 操作性 | 熱中度 | お買得度 | オリジナリティ | 総合  |
| 得点 | 3.71       | 3.79 | 3.79   | 3.93   | 3.57     | 3.71           | 22.50 |